# 20613 Chibaken
20613 Chibaken è un asteroide della fascia principale. Scoperto nel 1999, presenta un'orbita caratterizzata da un semiasse maggiore pari a 3,0504425 UA e da un'eccentricità di 0,1128424, inclinata di 12,39774° rispetto all'eclittica.